# La ventana de enfrente (película de 1998)
La ventana de enfrente (1998) es una película estadounidense hecha para televisión dirigida por Jeff Bleckner. Se trata de una adaptación a la pequeña pantalla del clásico La ventana indiscreta (1954), de Alfred Hitchcock, cuyo guion fue modificado y actualizado por los guionistas y productores Larry Gross y Eric Overmyer. Se emitió por primera vez en el canal ABC, el 22 de noviembre de 1998.
El título original de esta producción es Rear Window, el mismo que la versión protagonizada por James Stewart y Grace Kelly, pero su traducción libre al español puede llevar a confusión, ya que comparte nombre con una película italiana de 2003, dirigida por Ferzan Özpetek, que nada tiene que ver con la película de 1954 ni con la adaptación.

## Sinopsis
Jason Kemp, un exarquitecto tetrapléjico, sobrelleva su aburrimiento diario mediante el voyeurismo, pasatiempo que le permite espiar a sus vecinos desde la ventana de su apartamento sin ser visto. Una noche, mientras está observando desde su silla, es testigo de cómo Ilene Thorpe, una de sus vecinas, es víctima de los malos tratos de su marido Julian, un escultor. En consecuencia Kemp llama al 911, logrando que la policía detenga a Thorpe, si bien es liberado a la mañana siguiente. En la misma noche de la liberación del agresor, Kemp escucha horrorizado un agónico grito que entra por su ventana, proveniente del patio interior que se extiende entre su edificio y el de Thorpe. Desde esa noche, Ilene, la esposa del escultor, es aparentemente sustituida por otra mujer de sus mismas características.
Jason, seguro como está de que Ilene ha sido asesinada por su marido, intenta convencer de la certeza de sus sospechas a su novia Claudia, a su enfermero Antonio y a su amigo Charlie. Sin embargo, mientras ellos se resisten a creerle, Thorpe se percata de que Kemp sabe lo que ha hecho, forzándole a comenzar un mortal juego del ratón y el gato con el fin de silenciar al supuesto testigo para siempre.

## Reparto
- Christopher Reeve..... Jason Kemp
- Daryl Hannah..... Claudia Henderson
- Robert Forster..... Detective Charlie Moore
- Ruben Santiago-Hudson..... Antonio Fredericks
- Anne Twomey..... Leila Kemp
- Ritchie Coster ..... Julian Thorpe
- Allison Mackie ..... Ilene Thorpe/La hermana de Ilene

## Producción
El papel de Jason Kemp fue el primero realizado por Christopher Reeve desde que sufrió el grave accidente de hípica que lo dejó paralizado en una silla de ruedas. La película contiene escenas que detallan el proceso de rehabilitación del personaje, las cuales están basadas en la terapia física que el propio Reeve experimentaba. En el set, el actor superó por primera vez uno de los grandes obstáculos a los que se enfrentaba a diario: hablar sin la necesidad de estar conectado a un respirador.
La ventana de enfrente se rodó en la ciudad de Nueva York, en el Burke Rehabilitation Center (donde Reeve era tratado), en White Plains, Nueva York, y en dos ascensores modificados de la Otis Elevator Company, en Yonkers. Así mismo, se rodaron algunas escenas en Newark, Nueva Jersey, en el New Jersey Performing Arts Center.

## Recepción de la crítica
En su crítica en Entertainment Weekly, Ken Tucker dijo: «La tragedia real de Reeve hace que produzca verdadero miedo la escena en la que el malo corta el tubo del respirador de Jason. Pero el problema aquí no es tanto la actuación de Reeve como la floja, torpe y frecuentemente confusa adaptación televisiva que hacen Eric Overmyer y Larry Gross. La producción, además, podría haber contado con la participación de un personaje secundario con la exuberancia y la bravuconería de Thelma Ritter en la película original.»

## Premios y nominaciones
- Premio Globo de Oro por Mejor Actuación en Serie, Miniserie o Película hecha para Televisión (Christopher Reeve, nominado).
- Premio del Sindicato de Actores de Cine por Mejor Actuación Masculina en una Miniserie o Película para Televisión (Christopher Reeve, ganador).
- Premio Emmy por Mejor Composición Musical en Miniserie o Película (nominada).
- Premio Edgar por Mejor Producción Televisiva o Miniserie (nominada).